# Prosopis
Prosopis ist eine Pflanzengattung in der Unterfamilie der Mimosengewächse (Mimosoideae) innerhalb der Familie der Hülsenfrüchtler (Fabaceae). Es sind sehr gut an trockene Standorte angepasste Pflanzen (Xerophyten). Es werden auch die deutschen Trivialnamen Süßhülsenbaum oder Mesquitebaum (von nahuatl mizquitl) verwendet.

## Beschreibung

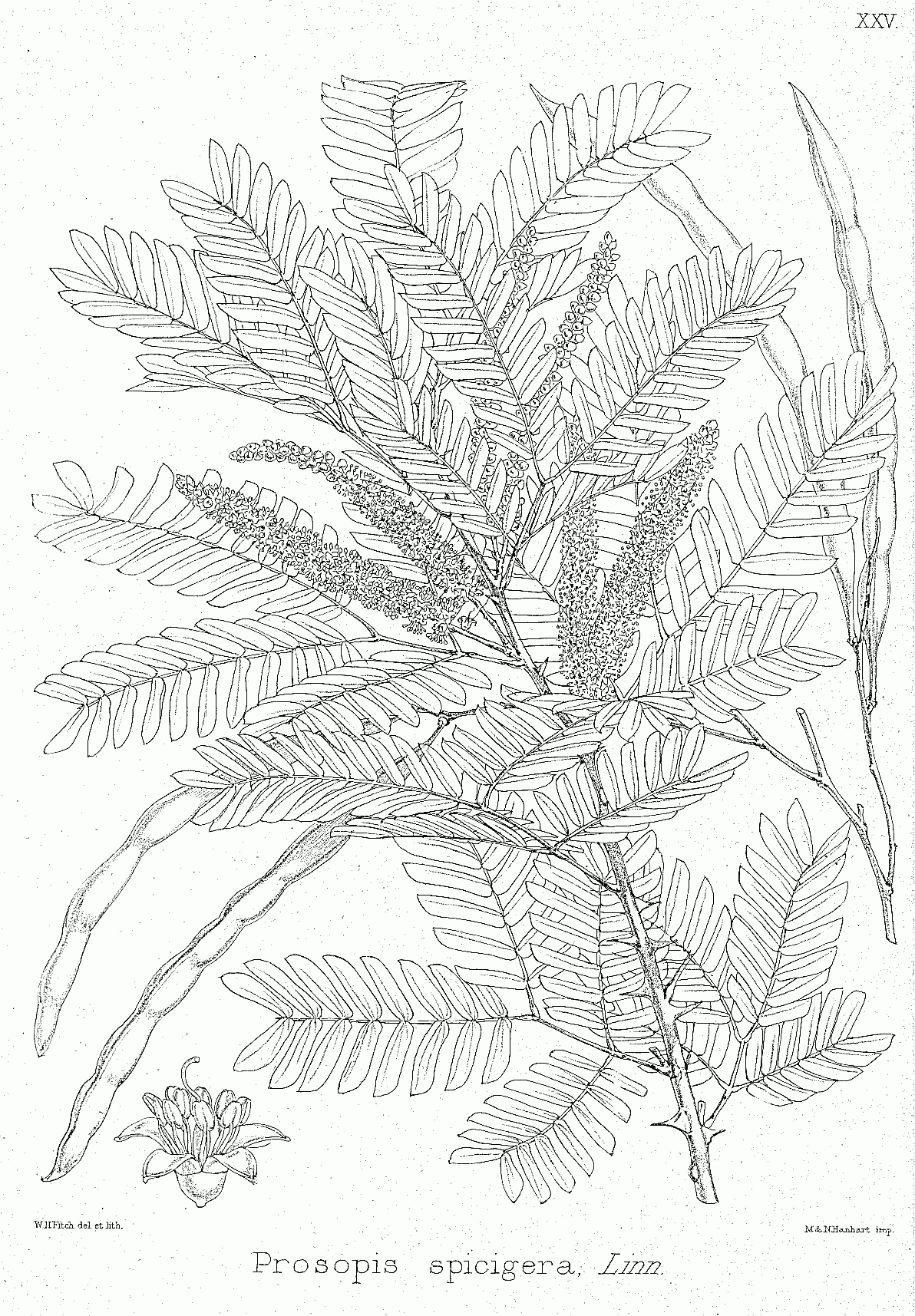
Illustration des Khejribaum (Prosopis cineraria)

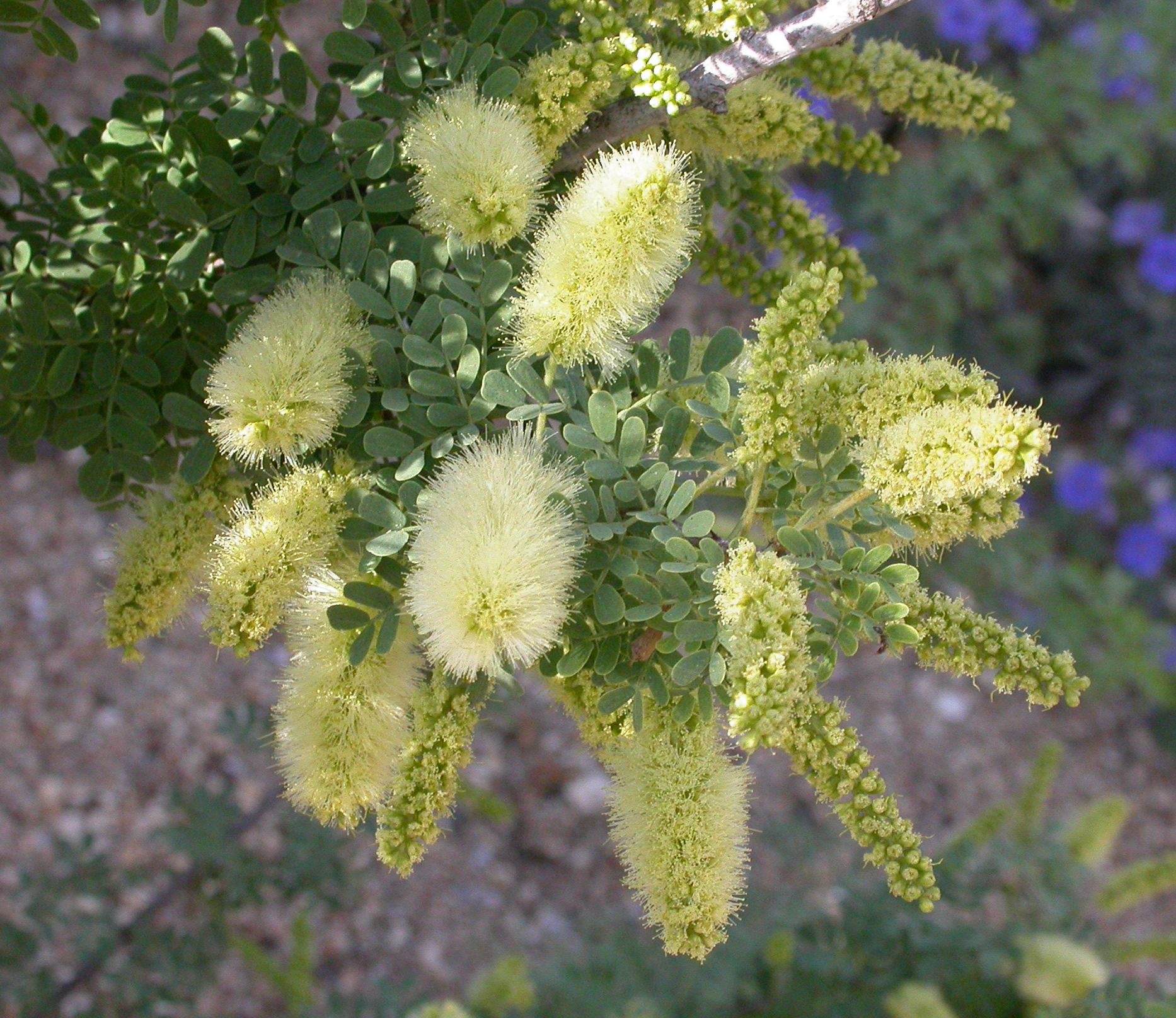
Zweig mit gefiederten Laubblättern und Blütenständen vom Schraubenbohnen-Mesquite (Prosopis pubescens)

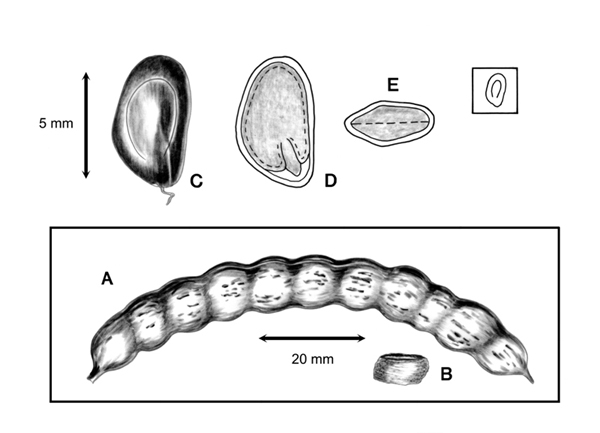
Illustration der Hülsenfrucht und Samen von Prosopis ruscifolia

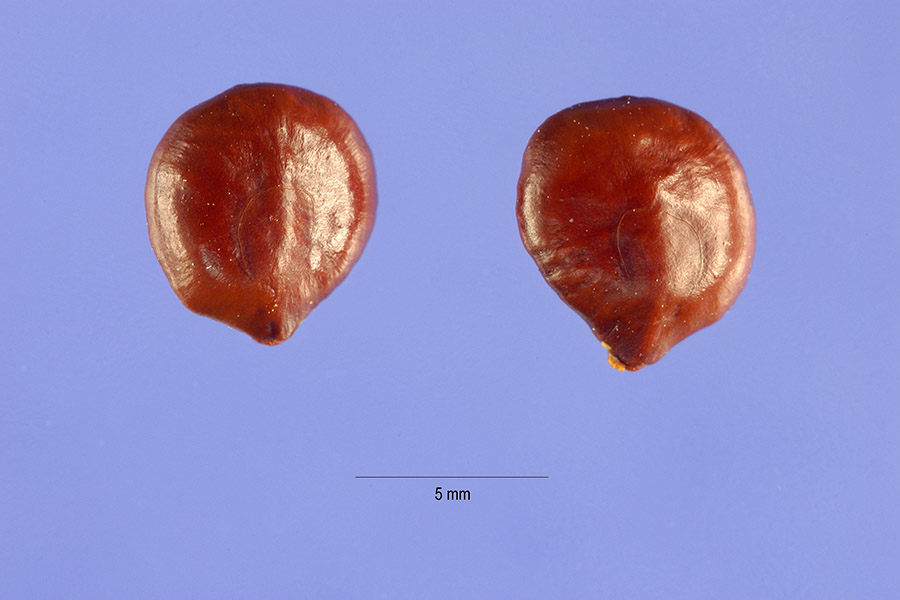
Samen von Prosopis sericantha

### Erscheinungsbild und Blätter
Prosopis-Arten wachsen als Bäume oder Sträucher, selten Halbsträucher, und erreichen sehr verschiedene Wuchshöhen. Sie haben tiefreichende Wurzeln. Einige Prosopis-Arten besitzen 4 bis 75 Millimeter lange Dornen; einige davon sind hart genug, um Schuhsohlen oder Autoreifen zu durchstechen. Die Dornen sind umgebildete Zweige oder Nebenblätter.
Die wechselständig an den Zweigen angeordneten, gestielten Laubblätter sind doppelt paarig gefiedert und je nach Art sehr unterschiedlich groß und geformt. Es sind ein oder zwei Teilblätter erster Ordnung vorhanden. Die Anzahl an Fiederblättchen schwankt von einigen bis vielen Paaren, je nach Art. Die Blätter einiger Arten besitzen Anpassungen an Trockenheit. Nebenblätter fehlen, sind klein oder zu Dornen umgewandelt.

### Blütenstände und Blüten
Sie bilden seitenständige, meist zylindrische traubige oder kugelige Blütenstände. Die kleinen, zwittrigen Blüten sind fünfzählig mit einer doppelten Blütenhülle (Perianth). Die fünf Kelchblätter sind verwachsen und die Kelchzähne sind nur kurz. Die fünf Kronblätter sind bis zur Mitte verwachsen. Es sind zehn freie Staubblätter vorhanden. Die Fruchtknoten können auf einem Stiel stehen. Im einzigen Fruchtblatt sind viele Samenanlagen vorhanden.

### Früchte und Samen
Die länglichen, dicken oder abgeflachten, geraden oder sichelförmigen Hülsenfrüchte öffnen sich bei Reife nicht und besitzen ein schwammartiges Mesokarp. Die Samen sind eiförmig und abgeflacht.

### Inhaltsstoffe und Chromosomenzahlen
Als chemotaxonomisches Gattungsmerkmal gilt das Vorkommen von 4-Hydroxypipecolinsäure in Blättern und Samen. Die Chromosomenzahl beträgt meist 2n = 28.

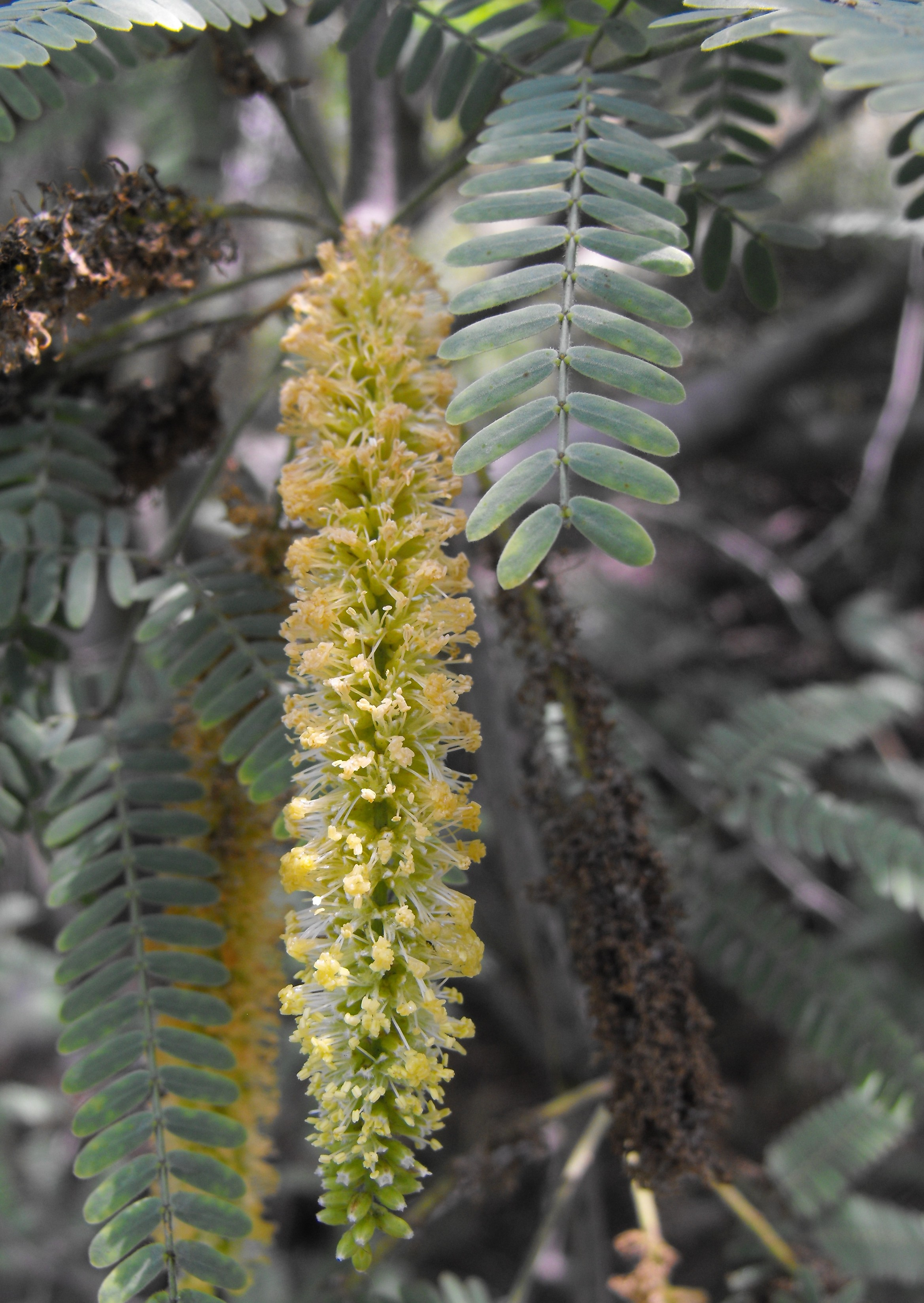
Zweig mit gefiederten Laubblättern und Blütenständen vom Prosopis chilensis

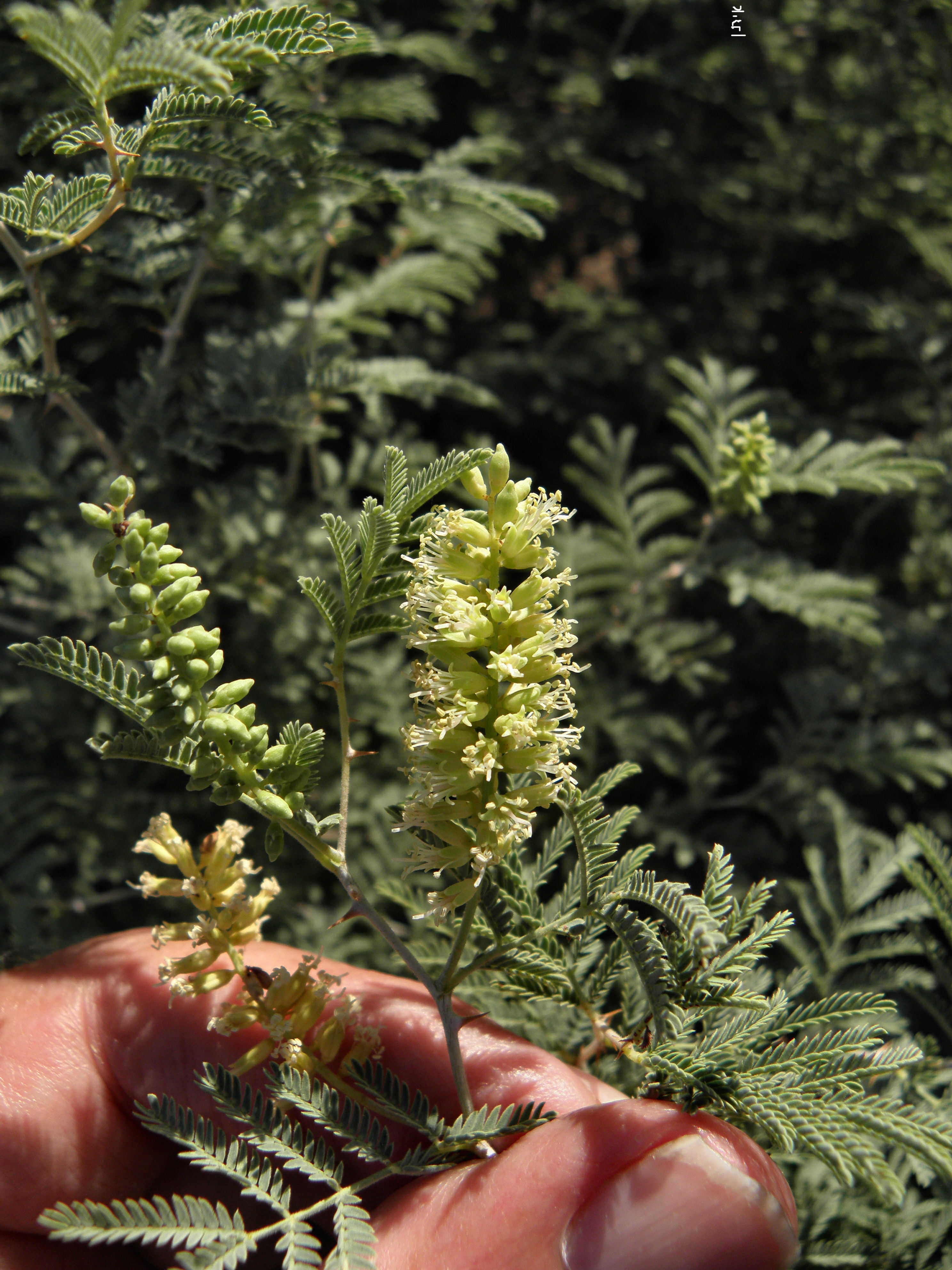
Zweig mit gefiederten Laubblättern und Blütenständen vom Prosopis farcta

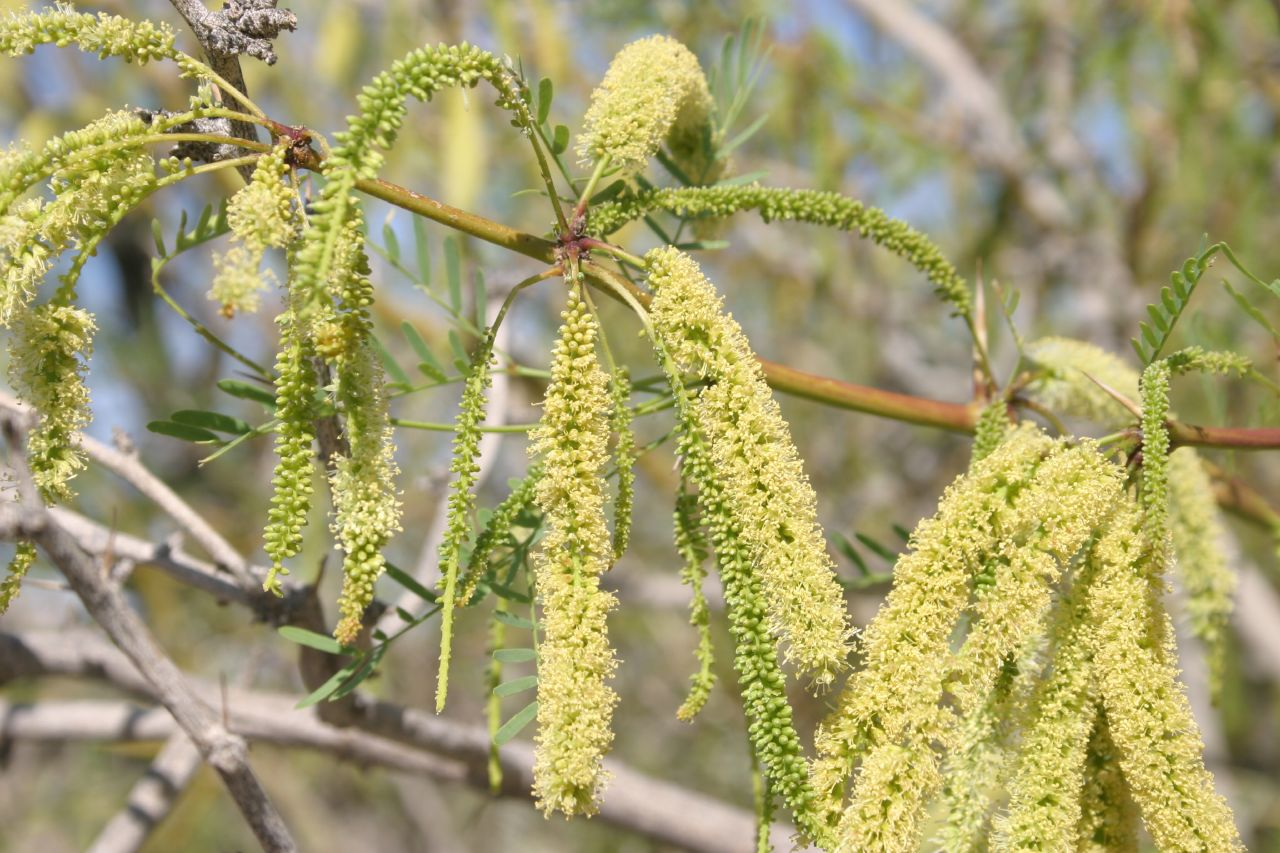
Zweig mit gefiederten Laubblättern und Blütenständen vom Honig-Mesquite (Prosopis glandulosa)

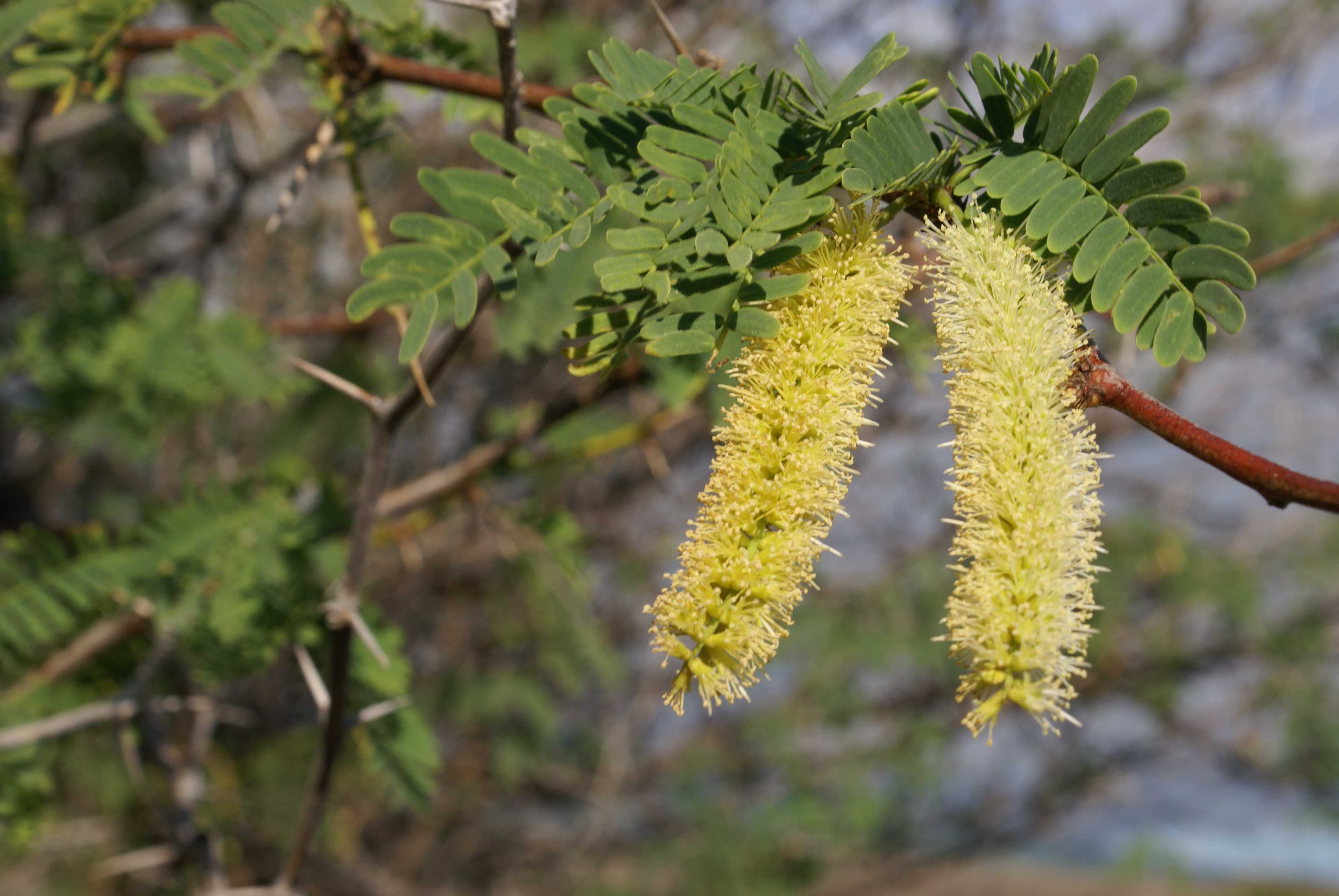
Zweig mit gefiederten Laubblättern und Blütenständen vom Prosopis juliflora

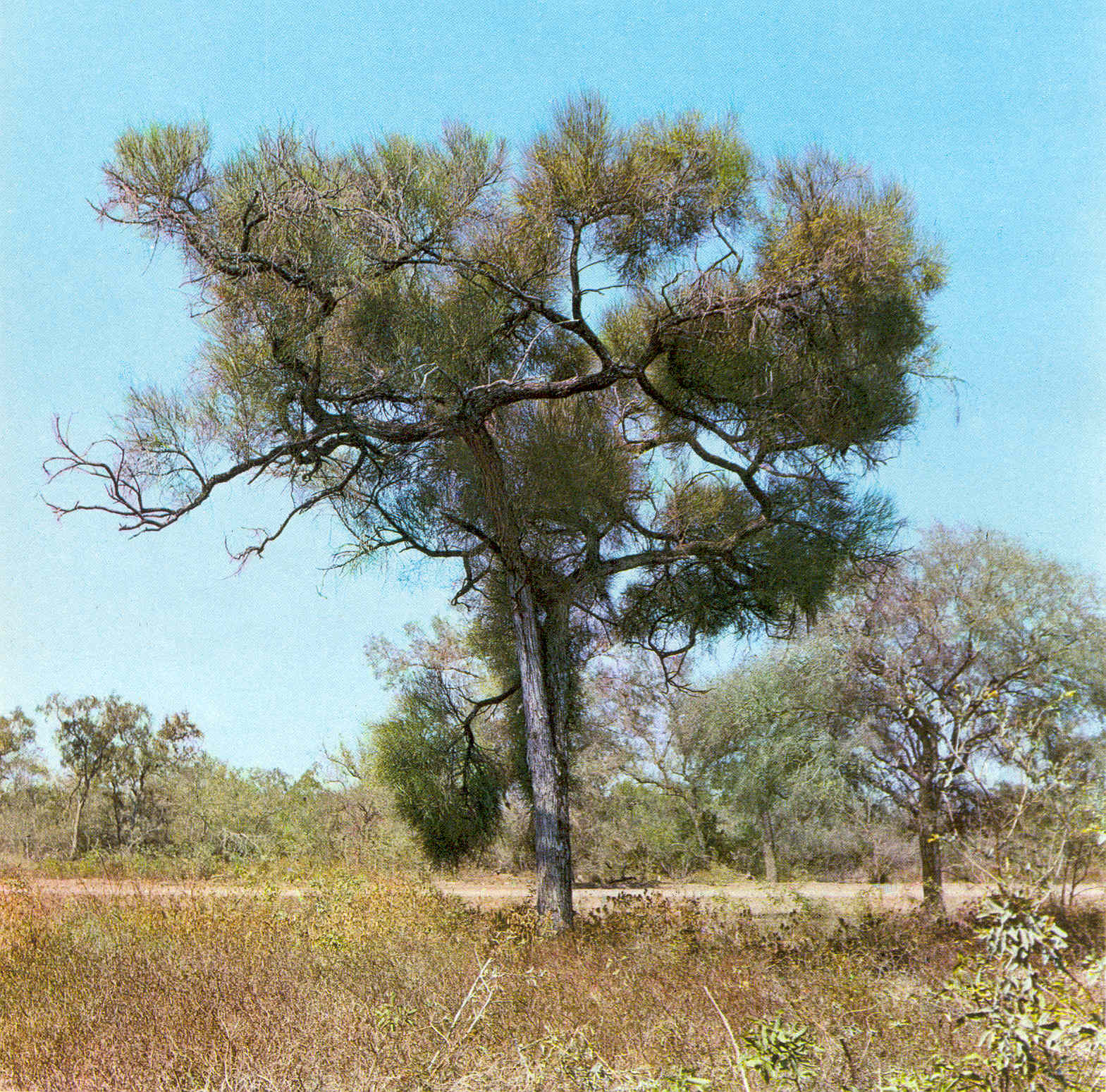
Habitus von Prosopis kuntzei

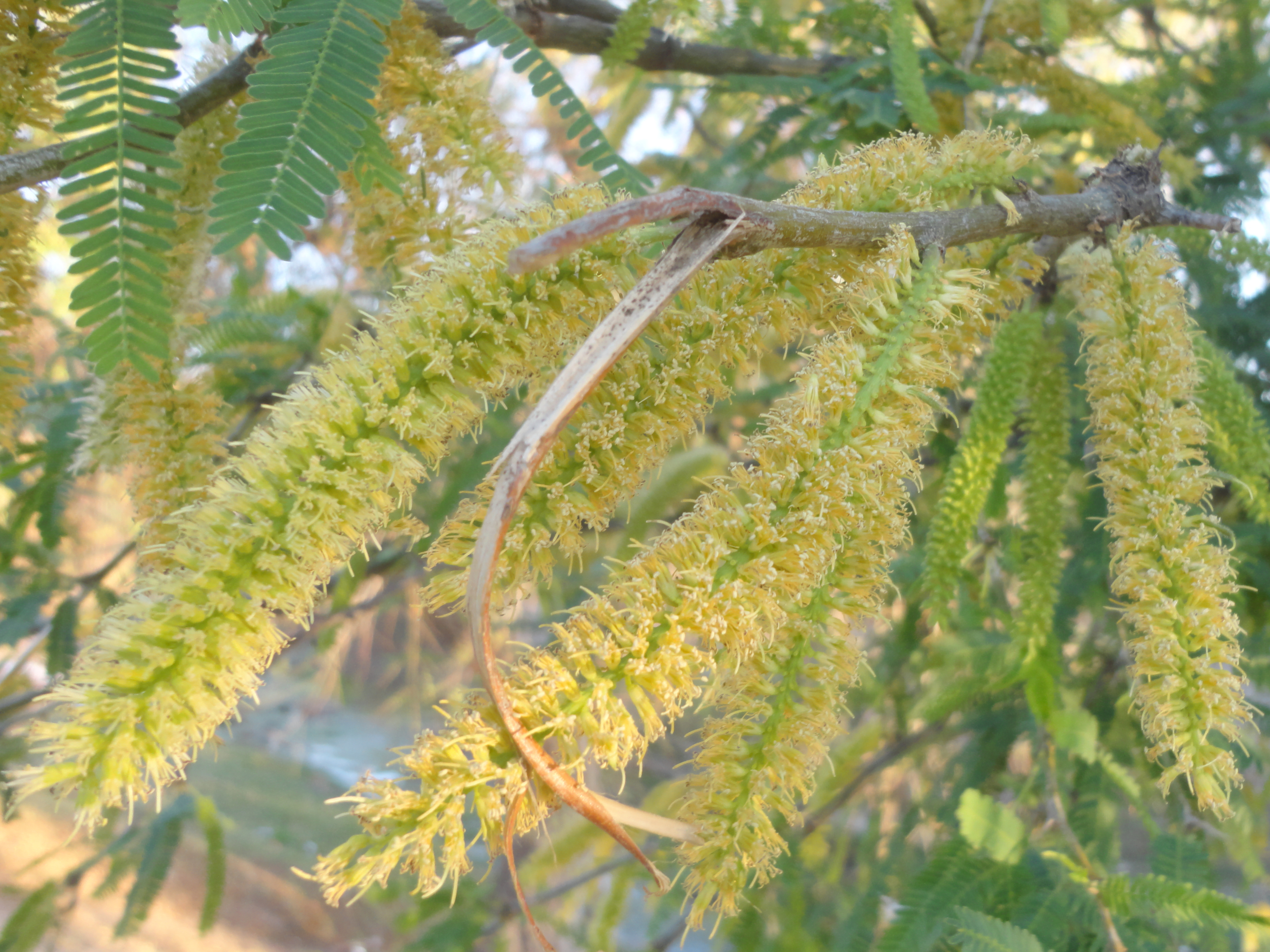
Prosopis laevigata

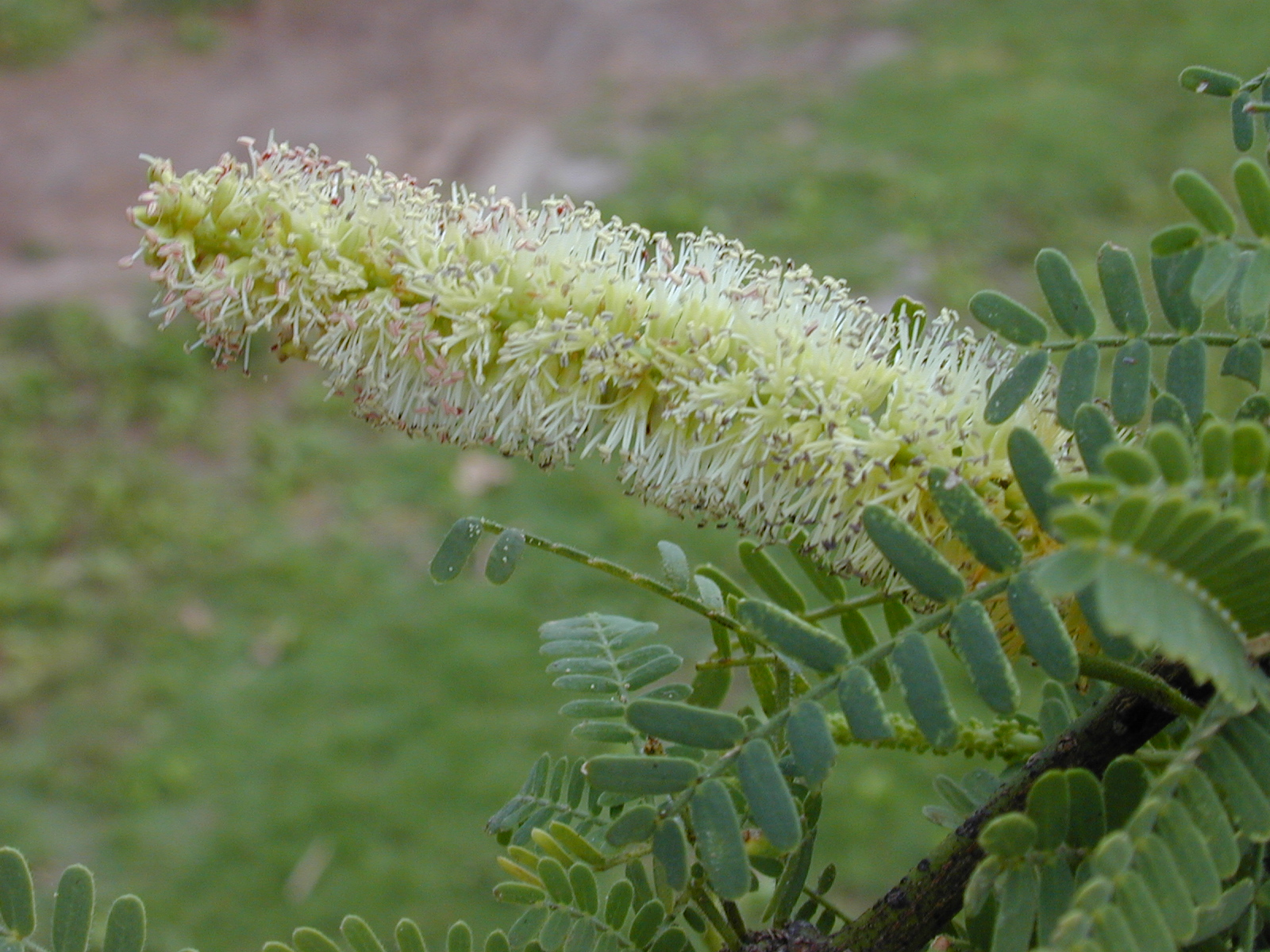
Zweig mit gefiederten Laubblättern und Blütenstand vom Prosopis pallida

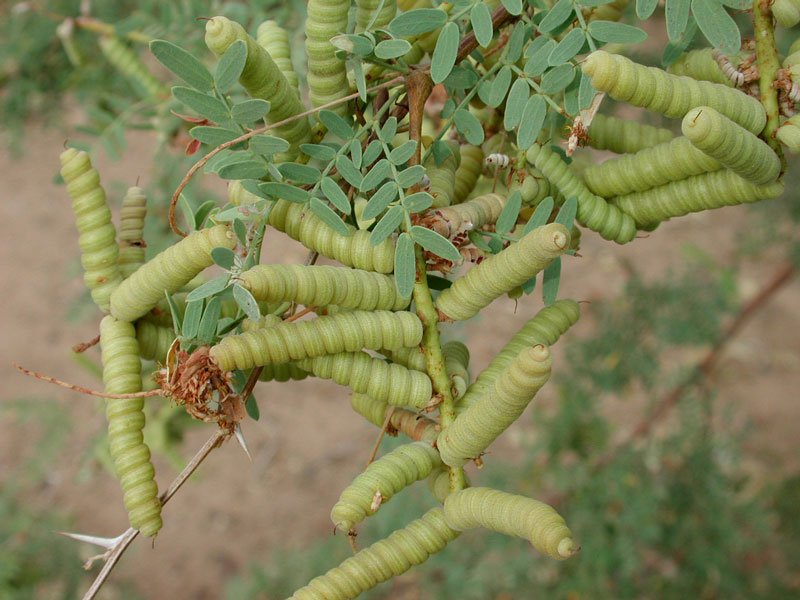
Prosopis pubescens fruchtend

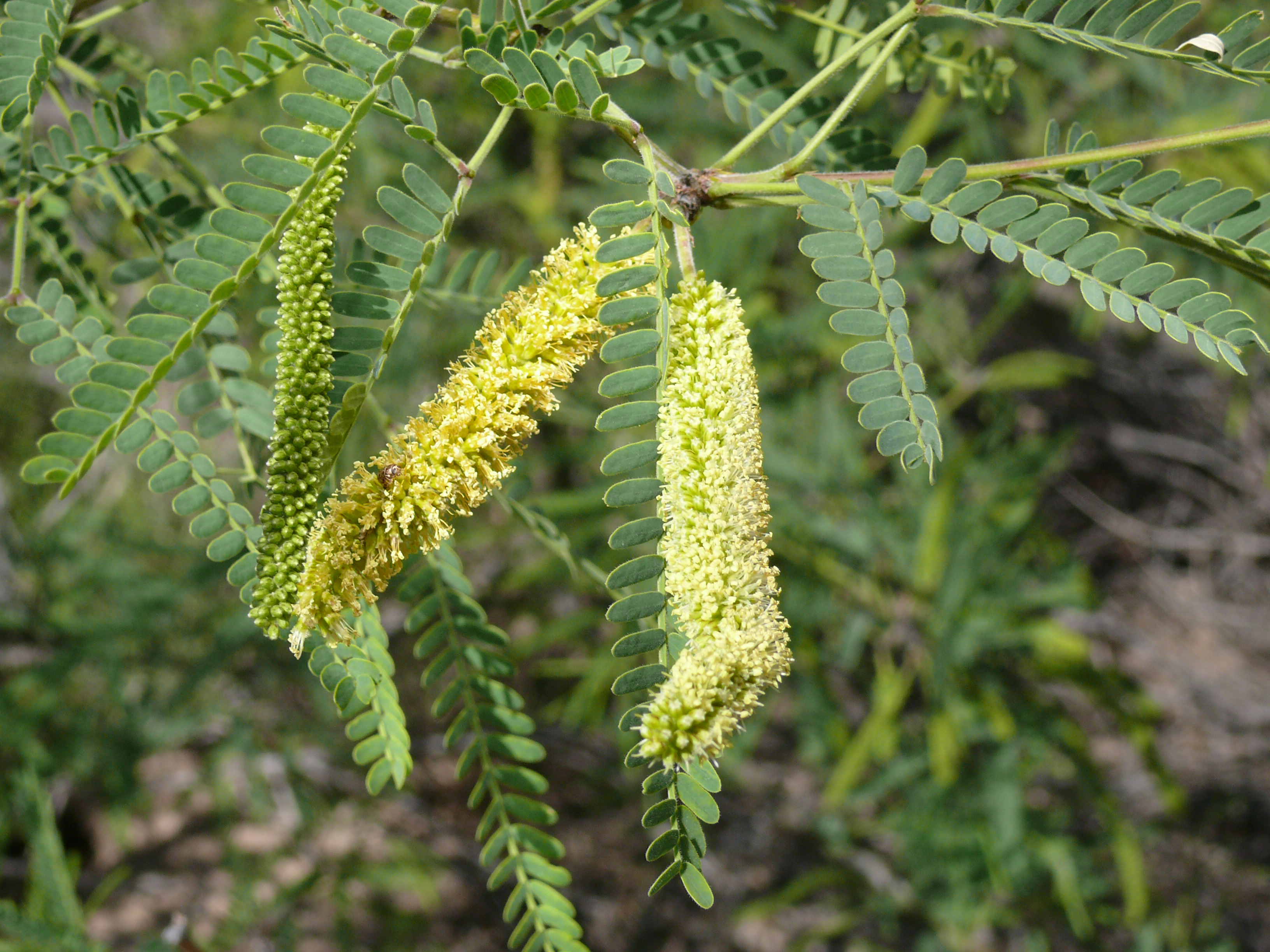
Zweig mit gefiederten Laubblättern und Blütenständen vom Samt-Mesquite (Prosopis velutina)

## Systematik und Verbreitung
Die Gattung Prosopis wurde 1767 durch Carl von Linné in Systema Naturae, 12. Auflage, 2, S. 282, 293 aufgestellt. Typusart ist Prosopis spicigera L., heute ein Synonym von Prosopis cineraria (L.) Druce. Die Gattung Prosopis gehört zur Tribus Mimoseae in der Unterfamilie Mimosoideae innerhalb der Familie der Fabaceae. Synonyme für Prosopis L. sind Lagonychium M.Bieb., Sopropis Britton & Rose, Strombocarpa (Benth.) A.Gray.
Die Gattung Prosopis wird in fünf Sektionen gegliedert:
- Sektion Algarobia: Sie enthält etwa 30 Arten.
- Sektion Anonychium: Sie enthält nur die einzige afrikanische, dornenlose Art Prosopis africana.
- Sektion Monilicarpa Ruiz Leal ex Burkart: Sie enthält nur eine Art: Prosopis argentina.
- Sektion Prosopis: Die nur drei asiatischen Arten besitzen Stacheln ähnlich der Rosen-Arten (Rosa).
- Sektion Strombocarpa Benth.: Die etwa neun Arten besitzen zu Dornen umgebildete Nebenblätter und geschlossene, gedrehte Hülsenfrüchte.

Verbreitungsschwerpunkt der Gattung Prosopis ist die Neotropis vom westlichen Nordamerika bis Patagonien, besonders vielfältig tritt sie in Argentinien in Erscheinung. Darüber hinaus findet sie sich auch in Afrika und Vorderasien.
Es gibt etwa 45 Prosopis-Arten:
- Prosopis abbreviata Benth.: Die Heimat ist Argentinien.
- Prosopis affinis Spreng.: Sie ist in Argentinien, Brasilien (nur in Rio Grande do Sul), Paraguay, Peru und Uruguay weitverbreitet.[4]
- Prosopis africana (Guill. & Perr.) Taub.: Sie ist im tropischen Afrika und in Saudi-Arabien weitverbreitet.[4]
- Prosopis alba Griseb.: Sie ist in Argentinien, Bolivien, Paraguay und Peru verbreitet.[4] Sie gedeiht im Gran Chaco und wird dort „Algarrobo Blanco“ genannt.
- Prosopis alpataco Phil.: Das ursprüngliche Verbreitungsgebiet in Bolivien, Argentinien und Chile ist nicht genau bekannt.[4] Sie ist in einigen Gebieten eine invasive Pflanze.
- Prosopis argentina Burkart: Sie kommt in den argentinischen Provinzen Catamarca, La Rioja, Mendoza und San Juan vor.[4]
- Prosopis articulata S.Watson: Das Verbreitungsgebiet reicht von Arizona nach Niederkalifornien[4] und Sonora.
- Prosopis burkartii O.Muniz: Sie kommt nur im chilenische Tarapacá vor.[4]
- Prosopis caldenia Burkart: Sie kommt in Argentinien vor.[4]
- Prosopis calingastana Burkart: Dieser Endemit kommt in den Anden nur in der argentinischen Provinz San Juan vor.[4]
- Prosopis campestris Griseb.: Sie kommt in den argentinischen Provinzen Córdoba und San Luis.[4]
- Prosopis castellanosii Burkart: Sie kommt nur in den argentinischen Provinzen Mendoza sowie Neuquén vor.[4]
- Prosopis chilensis (Molina) Stuntz: Sie ist in Argentinien, Bolivien, Chile sowie Peru beheimatet und wird in Chile „Algarrobo Chileno“ genannt.[4] In vielen Gebieten der Welt ist sie ein Neophyt.
- Prosopis cineraria (L.) Druce, Syn.: Mimosa cineraria L., Prosopis spicigera L.: Sie gedeiht in Indien z. B. in der Wüste Thar, im westlichen Pakistan, Afghanistan, Iran und auf der Arabien.[4]
- Prosopis denudans Benth.: Sie kommt in Argentinien vor.[4]
- Prosopis elata (Burkart) Burkart: Die Heimat ist Argentinien und Paraguay.[4]
- Prosopis farcta (Sol. ex Russell) J.F.Macbr.: Areale befinden sich im westlichen Pakistan, Afghanistan, Kleinasien, auf der Arabischen Halbinsel, Zypern, im Kaukasusraum und in Zentralasien.[4]
- Prosopis ferox Griseb.: Die Heimat ist Argentinien und Bolivien.[4]
- Prosopis fiebrigii Harms: Die Heimat ist Argentinien und Paraguay.[4]
- Prosopis flexulosa DC.: Die Heimat ist Argentinien, Bolivien sowie Chile und wird dort „Algarrobo Amarillo“ genannt.[4]
- Honig-Mesquite (Prosopis glandulosa Torr.): Das Verbreitungsgebiet reicht von den zentralen USA bis ins südliche Mexiko.[4]
- Prosopis hassleri Harms: Die Heimat ist Argentinien sowie Paraguay und wird dort „Algarrobo del Chaco“ oder „Algarrobo Paraguayo“ genannt.[4]
- Prosopis humilis Hook.: Sie kommt in Argentinien vor.[4]
- Prosopis juliflora (Sw.) DC.: Das weite ursprüngliche Verbreitungsgebiet reicht von Mexiko bis Peru und die Art wird dort „Bayahonda“ und auch „Algarrobo Colorado“ genannt. In vielen anderen Ländern ist die Art ein Neophyt.[4]
- Prosopis koelziana Burkart: Die Heimat liegt im Iran, Saudi-Arabien und Südjemen.
- Prosopis kuntzei Kuntze: Die Heimat ist Argentinien, Bolivien und Paraguay.[4]
- Prosopis laevigata (Willd.) M.C.Johnst.: Das weite Verbreitungsgebiet reicht von Texas bis Mexiko und von Bolivien bis Peru und Argentinien.[4]
- Prosopis nigra (Griseb.) Hieron.: Das weite Verbreitungsgebiet reicht von Bolivien über Paraguay und Uruguay bis Argentinien.[4] Sie wird in Südamerika „Algarrobo Negro“ genannt.
- Prosopis pallida (Willd.) Kunth (Syn.: Prosopis limensis): Das ursprüngliche Heimatgebiet liegt in Bolivien (nur Chuquisaca), Kolumbien, Ecuador und Peru.[4] In einigen Gebieten ist sie eine invasive Pflanze. Sie wird spanisch „Algarrobo“, „Huarango“ in Peru und „Mesquite“ und in Hawaii „Kiawe“ genannt.
- Prosopis palmeri S.Watson: Es ist ursprünglich ein Endemit des südlichen Niederkaliforniens.[4] Sie kommt aber heute in anderen Gebieten auch vor.
- Schraubenbohnen-Mesquite (Prosopis pubescens Benth., Syn.: Strombocarpa pubescens (Benth.) A.Gray): Er ist in den US-Bundesstaaten westliches New Mexico, Texas, Arizona, südlichen Kalifornien, südlichen Nevada, südwestlichen Utah und im mexikanischen Niederkalifornien, Chihuahua, Coahuila und Sonora verbreitet.[4]
- Prosopis pugionata Burkart: Die genaue Heimat in Argentinien ist nicht bekannt.
- Prosopis reptans Benth.: Es gibt Fundortangaben für Texas und die mexikanischen Bundesstaaten Nuevo León, San Luis Potosí, Tamaulipas, sowie peruanischen Huancavelica und Argentinien.[4]
- Prosopis rojasiana Burkart: Die ursprüngliche Heimat ist nur Chaco in Paraguay.[4] Sie ist in anderen Gebieten ein Neophyt.
- Prosopis rubriflora Hassl.: Das Verbreitungsgebiet ist vermutlich Brasilien und Paraguay.
- Prosopis ruizlealii Burkart: Die ursprüngliche Heimat sind nur die argentinischen Provinzen Mendoza sowie Neuquén.[4] Sie ist in anderen Gebieten ein Neophyt.
- Prosopis ruscifolia Griseb.: Das weite Verbreitungsgebiet reicht vom nordöstlichen Brasilien über das östliche Bolivien und westlichen Paraguay bis Argentinien.[4]
- Prosopis sericantha Hook.: Sie kommt in Argentinien vor.[4]
- Kriechender Mesquite (Prosopis strombulifera (Lam.) Benth.): Die Heimat ist Argentinien und das nördliche Chile.[4]
- Tamarugo (Prosopis tamarugo Phil.): Die Heimat ist das nördliche Chile.[4]
- Prosopis tamaulipana Burkart: Sie ist in Mexiko verbreitet.
- Prosopis torquata (Lag.) DC.: Sie kommt in Argentinien vor.[4]
- Samt-Mesquite (Prosopis velutina Wooton): Sie kommt in Arizona, New Mexico und im mexikanischen Bundesstaat Sonora vor.[4]
- Prosopis vinalillo Stuck.: Sie kommt in Arizona, New Mexico und im mexikanischen Bundesstaat Sonora vor.

## Nutzung
Das Holz ist sehr hart und kann zum Möbelbau oder als Feuerholz genutzt werden. Beliebt ist es als Feuergrundlage beim Barbecue, wo es dem Fleisch eine besondere Note verleiht.
Die Bohnen des Mesquitebaumes können getrocknet und zu Mehl verarbeitet werden, das als Grundlage für Gelees und als Gewürz verwendet wird. Außerdem liefern die gegorenen Bohnen die Grundlage für Mesquitewein.